# Luz da Lua

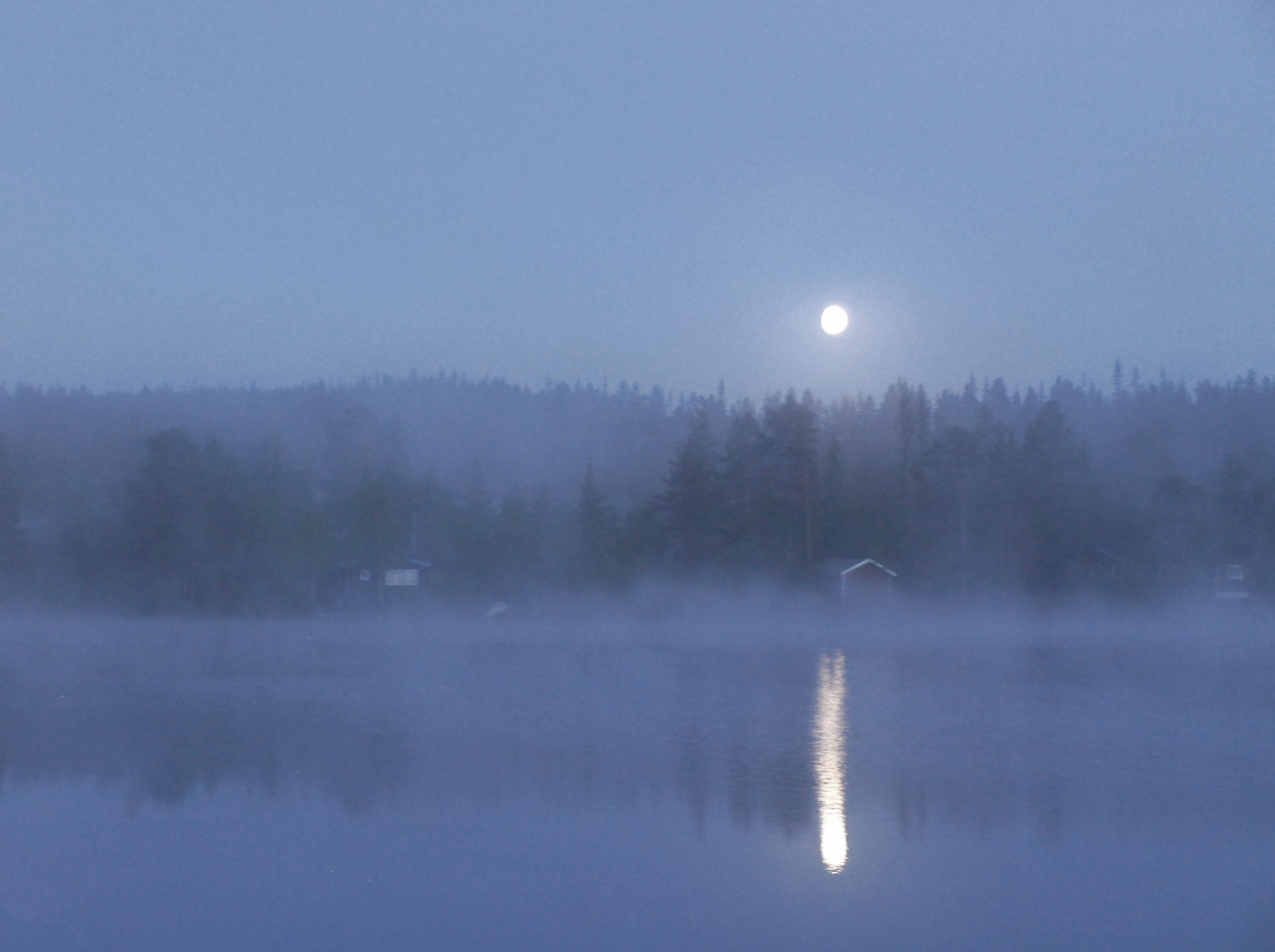
Luz da lua ilumina um lago e arredores na Terra

Luz da lua ou luar é a luz lunar que atinge a Terra, consistindo principalmente de luz do dia, com alguma luz estelar e luz terrestre refletida destas porções da superfície atingidas pela luz do Sol.